# Добравље (Сежана)
Добравље (словен. Dobravlje, итал. Dobraule di Tomadio) је насељено место у општини Сежана, Обално-крашка регија, Словенија.

## Историја
До територијалне реорганизације у Словенији било су у саставу старе општине Сежана.

## Становништво
У попису становништва из 2011. године, Добравље је имало 76 становника.
| Број становника према пописима | Број становника према пописима | Број становника према пописима |
| ------------------------------ | ------------------------------ | ------------------------------ |
| 1991                           | 2002                           | 2011                           |
| 89                             | 88                             | 76                             |